# Prosena secedens
Prosena secedens är en tvåvingeart som beskrevs av Walker 1864. Prosena secedens ingår i släktet Prosena och familjen parasitflugor. Inga underarter finns listade i Catalogue of Life.